# Michael Niedrig
Michael Niedrig (* 12. Januar 1980 in Köln) ist ein ehemaliger deutscher Fußballspieler.

## Karriere
Mit vier Jahren meldeten die Eltern des Mittelfeldspielers ihren Sohn beim FC Remscheid an. 1991 wurde der 1. FC Köln auf den gebürtigen Kölner aufmerksam und holte ihn zu sich. Dort durchlief er alle Jugendabteilungen und wurde schließlich in den Kader der Amateurmannschaft übernommen, mit der er zunächst in der Oberliga Nordrhein spielte und 2001/02 als Meister in die Regionalliga Nord aufstieg. Ab 2003 gehörte er sogar dem Profi-Kader an, bestritt aber weiterhin noch zahlreiche Spiele für die zweite Mannschaft. Bei den Profis kam er allerdings nur dreimal zum Einsatz. In der 2. Bundesliga schien er auf den Weg in die Stammelf zu sein. Doch genau zu diesem Zeitpunkt verletzte er sich schwer und wurde erst wieder kurz vor Saisonende fit. Der FC verlängerte 2005 seinen Vertrag nicht und er ging zu Holstein Kiel in die Regionalliga Nord, wo er in der Saison 2006/07 einen Stammplatz innehatte.
Nach dem Abstieg der Kieler in die Oberliga (2007) wechselte Niedrig zur Saison 2007/08 zurück in die zweite Mannschaft des 1. FC Köln; er gehörte auch dem Kader der ersten Mannschaft an, wo er jedoch nicht zum Einsatz kam. Nach der Saison 2010/11 beendete er seine Karriere.
Im Juli 2012 übernahm er die operative Geschäftsführung des Sportinternats des 1. FC Köln.
Niedrig ist mit der ehemaligen Beachvolleyballerin Sara Goller verheiratet und hat drei Kinder.

## Erfolge
- 1 × Meister der 2. Bundesliga 2005 mit dem 1. FC Köln
- 2 × Aufstieg in die Bundesliga 2005 und 2009 mit dem 1. FC Köln
- 1 × Meister der Oberliga Nordrhein und Aufstieg in die Regionalliga Nord 2002 mit dem 1. FC Köln II
- 1 × Aufstieg in die Regionalliga West 2008 mit dem 1. FC Köln II

## Werke
- Michael Niedrig, Sara Niedrig: Auf Gut Glück. Unser abenteuerlicher Neustart als Selbstversorger | Ein Familie erfüllt sich den Traum vom Landleben 2023, ISBN 978-3-426-28626-5